# Цепная реакция (фильм, 1996)
«Цепная реакция» (англ. Chain Reaction) — научно-фантастический фильм режиссёра Эндрю Дэвиса. В главных ролях сыграли Киану Ривз, Рэйчел Вайс и Морган Фримен.

## Сюжет
Группа учёных Чикагского университета работает над использованием воды в качестве источника неиссякаемой энергии. Под руководством доктора Алистера Баркли, и при финансовой поддержке влиятельного промышленника Пола Шеннона (Морган Фримен), находятся двое молодых студентов — Эдди Казаливич (Киану Ривз) и Лили Синклер (Рэйчел Вайс). В один прекрасный день, благодаря открытию молодого Эдди, удаётся получить энергию из водорода, используя при этом холодный ядерный синтез. Вскоре после этого революционного открытия, Эдди находит своего начальника мёртвым, а лаборатория подвергается разрушению. Раздаётся мощный взрыв, и вместе с тем пропадает вся документация по разработкам. Полиция и ФБР ищут виновных среди бывших исследователей.
Основными подозреваемыми являются Лили, на имя которой приходит факсимильное сообщение от имени пропавшего перед взрывом коллеги-физика из Китая Лу Чена, и Эдди, в квартире которого полиция находит $250 000 и спутниковое оборудование для международной связи, возможно с Китаем. Таким образом, скрываясь от полиции и посланников таинственной организации Си-Системс, Эдди и Лили стремятся найти истинные причины произошедшего, и единственной надеждой для них остаётся влиятельный Пол Шеннон.
Они разделяются и договариваются встретиться на главном вокзале (англ.). Полиция преследует Эдди, но ему удаётся зрелищный побег по поднимающемуся через реку мосту. После чего они встречаются на перроне, как договаривались, и отправляются в безопасное место. Там Эдди связывается с Шенноном, но ФБР отслеживает звонок и находит беглецов. Они сбегают и ночуют в чужом пустом доме. Позже они отправляют Шеннону сообщение, что встретятся с ним в музее. Снова прибыв в Чикаго, они контактируют с Шенноном, но его люди похищают Лили и доставляют в засекреченное учреждение, в то время как Эдди сбегает. Там Лили встречает Лу Чена, которого тоже похитили. Лили и Лу должны найти именно ту частоту звука, которая гарантирует стабильность процесса генерации энергии, и которую знает только Эдди.
Оказывается, что за всем этим стоит правительственный заговор, возглавляемый Полом Шенноном, с целью разработки новых технологий, чтобы — по их словам — предотвратить надвигающийся экономический кризис. Эдди проникает в секретный объект и провоцирует взрыв. В суматохе ему удаётся спасти Лили, и в последнюю минуту они находят способ выбраться. Пол Шеннон застреливает своего приспешника Лаймана, потому что тот зашёл слишком далеко в своих действиях (это его люди убили доктора Баркли, подкинули Эдди деньги и убили местного полицейского, чтобы еще больше подставить Эдди), а также решил — против воли Шеннона — убить лишних свидетелей Эдди и Лили.
Но перед взрывом Эдди распространяет информацию по факсу о потайном объекте и делится техническими данными экологически безопасного процесса производства энергии. По интернету ФБР и тысячи учёных по всему миру получают доступ к новым технологиям. Таким образом, он обеляет Лили и себя, прежде чем ФБР прибывает на разрушенный объект.

## В ролях
- Киану Ривз — Эдди Казаливич
- Морган Фримен — Пол Шеннон
- Рэйчел Вайс — Лили Синклер
- Фред Уорд — агент ФБР Леон Форд
- Кевин Данн — агент ФБР Дойл
- Брайан Кокс — Lyman Earl Collier
- Джоанна Кэссиди — Мэгги МакДермотт
- Николас Рудал — доктор Алистер Баркли
- Джеймс Си — Кен Лим

## Критика
Фильм подвергся разгромной критике от ценителей кино. С одной стороны, они отмечают динамичное развитие событий и качественный экшен, но с другой — очень слабую игру актёров, и их слабо прописанные и тривиальные персонажи. На агрегаторе рецензий Rotten Tomatoes у картины только 6 положительных рецензий из 34.
Роджер Эберт поставил 2,5 звезды из 4, написав: «К концу фильма я увидел несколько великолепных кадров и стал свидетелем нескольких захватывающих сцен погони, но когда дело дошло до понимания фильма, у меня не было идей». Джефф Миллар из Houston Chronicle писал: «Повествование очень сложное, но то, что происходит на экране, представляет собой нечто большее, чем общие, не связанные с повествованием вещи». Эдвард Гутманн из San Francisco Chronicle назвал картину одним из лучших фильмов лета, написав: «„Цепная реакция“ имеет лучшую игру актёров, лучший сценарий, более зрелищные сцены погони и более настоящую драму, чем все блокбастеры этого лета».

## Сборы
Зрители также прохладно встретили фильм. При бюджете в 55 000 000 долларов, кинолента собрала всего 60 000 000 долларов, что крайне не достаточно для полной окупаемости, если учитывать затраты на маркетинг и долю кинотеатров. В итоге, студия понесла убытки в порядке 50 000 000 долларов.